# Halsreep
Halsreep is een term uit de zeilvaart die betrekking heeft op langsgetuigde schepen. De halsreep dient om bij het reven van het grootzeil, het voorlijk en het onderlijk opnieuw strak te trekken op de giek.